# Arte Journal
Arte Journal (initialement Arte Info) est le journal télévisé de la chaîne franco-allemande Arte diffusé le soir depuis le 12 septembre 1998, en remplacement du 8 ½. Il est diffusé à 19 h 45 en France et à 19 h 10 en Allemagne.

## Concept
Arte Journal est diffusé toute la semaine à 19 h 45 en direct depuis les studios d'Arte à Strasbourg. Il est présenté en alternance par Meline Freda et Marie Labory.
Arte Journal était aussi diffusé du lundi au vendredi à 12 h 50. Ce journal d'une durée de 11 minutes était tout en images. 
L'équipe de journalistes franco-allemands travaille sous la responsabilité de Marco Nassivera, directeur de l'information. Leur rédactrice en chef est Carolin Ollivier, également directrice adjointe de l'information.

## Historique
Le premier rendez-vous d'information d'Arte est le 8 ½, un journal télévisé quotidien tout en images de 10 minutes diffusé à 20 h 30 à partir du 3 juillet 1992.
Le 12 septembre 1998, le 8 ½ laisse sa place à Arte Info, diffusé de 19 h 50 à 20 h 15. Le journal est présenté en alternance par l'allemand Jürgen Biehle et le français William Irigoyen.
Le 7 janvier 2008, Arte inaugure un nouveau rendez-vous d'information diffusé à 12 h 45 : Arte Info Midi. Le nouveau journal est présenté en alternance par Meline Freda et Petra Wiegers.
Le 11 janvier 2010, Arte Info et Arte Culture fusionnent pour devenir Arte Journal diffusé à 19 h. L'émission est présentée par un tandem franco-allemand de journalistes, en alternance Annette Gerlach / William Irigoyen et Marie Labory / Jürgen Biehle.
Le 7 janvier 2012, le journal est réduit à 20 minutes et se voit dédoublé : une édition française est diffusée à 19 h 45 et une édition allemande à 19 h 10. Le contenu éditorial est le même mais la différence d'horaire permet de mieux calquer aux habitudes de chaque pays. Le journal est présenté en alternance par Leïla Kaddour-Boudadi et Marie Labory en France, et par Jürgen Biehle et Nazan Gökdemir en Allemagne. Le journal du midi diffusé à 12 h 50 devient un tout-images.
Le 8 décembre 2014, le journal du midi, diffusé à 12 h 50, inaugure une nouvelle page culture.
Le 19 janvier 2015, Arte Journal change de décor avec l'ajout de trois murs d'images. En France, il est désormais présenté en alternance par Meline Freda et Marie Labory.
En juin 2022, la direction d'ARTE annonce la suppression de l'édition de la mi-journée, dans le cadre d'un redéploiement des moyens au profit de la stratégie numérique et la création de nouveaux formats tels que Arte Info + et l'édition hebdomadaire en quatre langues.
Les jokers principaux sont actuellement Vanessa Abba, Dorothée Haffner, Damien Wanner et Alexis Fricker.
Arte Journal est partenaire de Disclose depuis 2018,.

## Présentateurs
| Présentateur     | Position                                       |
| ---------------- | ---------------------------------------------- |
| Marie Labory     | Présentatrice principale en semaine            |
| Meline Freda     | Présentatrice principale en semaine            |
| Damien Wanner    | Présentateur le weekend, remplaçant en semaine |
| Alexis Fricker   | Présentateur remplaçant                        |
| Dorothée Haffner | Présentatrice le weekend                       |
| Vanessa Abba     | Présentatrice remplaçante                      |

| Présentateur    | Position                                         |
| --------------- | ------------------------------------------------ |
| Nazan Gökdemir  | Présentatrice principale en semaine              |
| Carolyn Höfchen | Présentatrice principale en semaine              |
| Annette Gerlach | Présentatrice le weekend, remplaçante en semaine |
| Anja Waltereit  | Présentatrice le weekend                         |
| Rebecca Donauer | Présentatrice remplaçante                        |

## Identité visuelle

Logo d’Arte Info de 2004 à 2010.
Logo d’Arte Journal de 2010 à 2018.
Logo d’Arte Journal depuis 2018.